# Ernest Delaunay
Pour les articles homonymes, voir Delaunay.
Ernest Delaunay (24 mai 1854, Rouen - 27 avril 1939, Fécamp), est un homme politique français.

## Biographie
Fils d'un industriel, Ernest Delaunay suivit le chemin de son père. Membre de la Chambre de commerce de Fécamp, il est président de la société d'encouragement à l'agriculture de l'arrondissement du Havre.
Conseiller municipal de Fécamp depuis 1884, conseiller général du canton de Fécamp en 1886, il est député de la Seine-Inférieure de 1894 à 1898.

## Distinctions
- Chevalier de la Légion d'honneur (1892)
- Chevalier de l'ordre du Mérite agricole

## Sources
- « Ernest Delaunay », dans le Dictionnaire des parlementaires français (1889-1940), sous la direction de Jean Jolly, PUF, 1960 [détail de l’édition]